# ترانسنفت
الشركة المساهمة ترانسنفت (بالروسية: Транснефть)‏ هي شركة نقل خطوط الأنابيب التي تسيطر عليها الدولة الروسية ومقرها في موسكو، روسيا. وهي أكبر شركة لأنابيب النفط في العالم. تعمل ترانسنفت من خلال خطوط الأنابيب التي لديها على مسافة تزيد عن 70,000 كيلومتر (43,000 ميل) من خطوط الأنابيب الرئيسية و تنقل حوالي 80٪ من النفط و 30٪ من المنتجات النفطية المنتجة في روسيا.    يرأس الشركة نيكولاي توكاريف . 

## أنظر أيضا
- سياسة الطاقة في روسيا
- نزاع الطاقة بين روسيا وبيلاروسيا